# 萌源兴福庵
萌源兴福庵，是位于中国福建省宁德市周宁县浦源镇萌源村的一个清代古建筑，2016年入选周宁县第四批文物保护单位。
萌源兴福庵始建于明朝宣德四年（1429年），清朝嘉庆十一年（1806年）重建，光绪三年（1877年）增建僧舍。建筑占地面积1200平方米，坐北向南，由大殿、僧舍等组成。原大殿面阔三间，进深四柱，穿斗式木构架歇山顶。民国23年12月，中国工农红军闽东独立师第十一支队的成员在萌源被逮捕，支队领导人吴少安、凌福顺等人在兴福寺召集支队成员开会，但因被保安队发现，吴少安未能及时撤退而被捕，并严刑拷打致死，故周宁县人民政府公布兴福庵为文物保护单位时，同时将其列为革命遗址。除门楼外，其余建筑已于1998年前后被拆除，现有的大殿两座及僧舍都是在原址上重建的。庵内遗存有明清时期的建筑石构件。